# 67. pehotna brigada (ZDA)
67. pehotna brigada (izvirno angleško 67th Infantry Brigade) je bila pehotna brigada Kopenske vojske Združenih držav Amerike.

## Odlikovanja
- Predsedniška omemba enote
- Croix de Guerre s palmo